# Morti nel 1999/Gennaio
| Questa pagina contiene informazioni ricavate automaticamente dalle voci biografiche con l'ausilio del template Bio e di un bot. L'aggiornamento è periodico e automatico e ricostruisce completamente la pagina. Se manca una persona in questa lista, sei pregato di non aggiungerla, ma accertati piuttosto che la sua voce biografica contenga il template Bio e che i dati anagrafici siano correttamente compilati. Se il template Bio manca, inseriscilo tu stesso o, in alternativa, metti l'avviso {{tmp\|Bio}} che ne segnala la mancanza. Se i dati riportati sono sbagliati, correggi direttamente la voce biografica; le modifiche saranno visibili in questa lista entro pochi giorni. Per chiarimenti vedi il progetto biografie. La lista contiene solo le 138 persone che sono citate nell'enciclopedia e per le quali è stato implementato correttamente il template Bio. Pagina aggiornata al 2 ago 2025. |

- 1º gennaio - Vítor Baptista, calciatore portoghese (n. 1948)
- 1º gennaio - Rafael Iglesias, pugile argentino (n. 1924)
- 1º gennaio - Vittorio Olcese, politico italiano (n. 1925)
- 1º gennaio - Henry Roth, violinista e musicologo statunitense (n. 1916)
- 1º gennaio - Henry Tiller, pugile norvegese (n. 1914)
- 2 gennaio - Mario Gozzini, scrittore, politico e giornalista italiano (n. 1920)
- 2 gennaio - Sebastian Haffner, scrittore, giornalista e storico tedesco (n. 1907)
- 2 gennaio - Rolf Liebermann, compositore svizzero (n. 1910)
- 3 gennaio - Diana Dei, attrice italiana (n. 1914)
- 3 gennaio - Violet Olney, velocista britannica (n. 1911)
- 3 gennaio - Jerry Quarry, pugile statunitense (n. 1945)
- 3 gennaio - Carlo Tani, politico italiano (n. 1936)
- 4 gennaio - Carlo Cavalla, vescovo cattolico italiano (n. 1919)
- 4 gennaio - Gino Corsini, calciatore italiano (n. 1907)
- 4 gennaio - Diane Foster, velocista canadese (n. 1928)
- 4 gennaio - Iron Eyes Cody, attore statunitense (n. 1904)
- 4 gennaio - Ugo Pericoli, costumista e scenografo italiano (n. 1923)
- 4 gennaio - Kisshomaru Ueshiba, artista marziale giapponese (n. 1921)
- 4 gennaio - José Vela Zanetti, pittore spagnolo (n. 1913)
- 5 gennaio - Buck Batterman, cestista statunitense (n. 1918)
- 5 gennaio - Rolf Gutbrod, architetto tedesco (n. 1910)
- 5 gennaio - Aldo Matteotti, pittore, scultore e fotografo italiano (n. 1927)
- 5 gennaio - Jarmila Nygrýnová, lunghista cecoslovacca (n. 1953)
- 5 gennaio - Basuki Resobowo, pittore indonesiano (n. 1916)
- 6 gennaio - Cesare Gallino, direttore d'orchestra e pianista italiano (n. 1904)
- 6 gennaio - Ottavio Misefari, calciatore, allenatore di calcio e dirigente sportivo italiano (n. 1909)
- 6 gennaio - Michel Petrucciani, pianista francese (n. 1962)
- 6 gennaio - Antonio Pierfederici, attore italiano (n. 1919)
- 6 gennaio - Lajos Tichy, calciatore e allenatore di calcio ungherese (n. 1935)
- 7 gennaio - Gualtiero Casalegno, architetto italiano (n. 1912)
- 8 gennaio - Piero Giangaspro, artista, giornalista e critico d'arte italiano (n. 1928)
- 8 gennaio - Peter Seeberg, scrittore danese (n. 1925)
- 9 gennaio - Cesare Bozzetti, filologo e critico letterario italiano (n. 1925)
- 9 gennaio - Valentino Brosio, scrittore e produttore cinematografico italiano (n. 1903)
- 9 gennaio - Hans Candrian, bobbista svizzero (n. 1938)
- 9 gennaio - Mel Pearson, allenatore di hockey su ghiaccio e hockeista su ghiaccio canadese (n. 1938)
- 10 gennaio - Gino Macconi, pittore italiano (n. 1928)
- 11 gennaio - Fabrizio De André, cantautore italiano (n. 1940)
- 11 gennaio - Robert Douglas, attore e regista britannico (n. 1909)
- 11 gennaio - Mario Grossi, ingegnere italiano (n. 1925)
- 11 gennaio - Naomi Mitchison, scrittrice, poetessa e saggista britannica (n. 1897)
- 11 gennaio - Brian Moore, scrittore britannico (n. 1921)
- 11 gennaio - Josefina Plá, scrittrice, poetessa e ceramista spagnola (n. 1903)
- 11 gennaio - Luigi Rossi, giornalista, scrittore e critico musicale italiano (n. 1929)
- 12 gennaio - Betty Lou Gerson, attrice e doppiatrice statunitense (n. 1914)
- 12 gennaio - Félix Pironti, calciatore francese (n. 1921)
- 12 gennaio - Riccardo Salvino, attore italiano (n. 1944)
- 12 gennaio - Maria Sander, ostacolista e velocista tedesca (n. 1924)
- 13 gennaio - Marco Bertoldi, pittore italiano (n. 1911)
- 13 gennaio - Buzz Kulik, regista e produttore televisivo statunitense (n. 1922)
- 13 gennaio - Karl Lieffen, attore tedesco (n. 1926)
- 13 gennaio - Leslie Townsend, ammiraglio britannico (n. 1924)
- 13 gennaio - Cesare Vivaldi, poeta, critico d'arte e traduttore italiano (n. 1925)
- 13 gennaio - Lawrence Harold Welsh, vescovo cattolico statunitense (n. 1935)
- 13 gennaio - Aldo van Eyck, architetto olandese (n. 1918)
- 14 gennaio - Jerzy Grotowski, regista teatrale polacco (n. 1933)
- 14 gennaio - Günther Viezenz, generale tedesco (n. 1921)
- 14 gennaio - Brett King, attore statunitense (n. 1920)
- 14 gennaio - Muslimgauze, musicista britannico (n. 1961)
- 14 gennaio - Raymond Peynet, illustratore francese (n. 1908)
- 14 gennaio - Giosi Roccamonte, politico italiano (n. 1923)
- 14 gennaio - Leo Spaventa Filippi, pittore italiano (n. 1912)
- 14 gennaio - Tadashige Teranishi, allenatore di calcio giapponese (n. 1926)
- 14 gennaio - Barat Shakinskaya, attrice azera (n. 1914)
- 15 gennaio - John Baker Saunders, musicista statunitense (n. 1954)
- 15 gennaio - Lars Glassér, canoista svedese (n. 1925)
- 15 gennaio - Tullio Vecchietti, politico, partigiano e giornalista italiano (n. 1914)
- 15 gennaio - George Șerban, politico e giornalista rumeno (n. 1954)
- 16 gennaio - Oscar Cullmann, teologo francese (n. 1902)
- 16 gennaio - Đoàn Khuê, generale e politico vietnamita (n. 1923)
- 16 gennaio - Syd Owen, calciatore e allenatore di calcio britannico (n. 1922)
- 16 gennaio - Hetty Voûte, partigiana olandese (n. 1918)
- 17 gennaio - Károly Kéri, calciatore ungherese (n. 1920)
- 17 gennaio - Claire Schillace, giocatrice di baseball statunitense (n. 1921)
- 17 gennaio - Cay-Hugo von Brockdorff, scultore e storico dell'arte tedesco (n. 1915)
- 18 gennaio - Roberto Giontella, meteorologo e militare italiano (n. 1961)
- 18 gennaio - Henri Romagnesi, micologo francese (n. 1912)
- 18 gennaio - Günter Strack, attore tedesco (n. 1929)
- 18 gennaio - Cipriano Vagaggini, monaco cristiano e teologo italiano (n. 1909)
- 19 gennaio - Teuvo Aura, politico finlandese (n. 1912)
- 19 gennaio - Ivan Francescato, rugbista a 15 italiano (n. 1967)
- 19 gennaio - Mario Gentili, pistard, ciclista su strada e ciclocrossista italiano (n. 1913)
- 19 gennaio - Finn Dag Jagge, tennista norvegese (n. 1936)
- 19 gennaio - Jacques Lecoq, attore teatrale, mimo e pedagogo francese (n. 1921)
- 19 gennaio - Warren Schrage, cestista statunitense (n. 1920)
- 19 gennaio - Yeom Eun-hyeon, cestista giapponese (n. 1914)
- 20 gennaio - Gabriella Bemporad, saggista e traduttrice italiana (n. 1904)
- 21 gennaio - Angelo Airoldi, sindacalista italiano (n. 1942)
- 21 gennaio - Attilio Alto, ingegnere italiano (n. 1937)
- 21 gennaio - Charles Brown, cantante e pianista statunitense (n. 1922)
- 21 gennaio - Ermelina Carreño, modella spagnola (n. 1912)
- 21 gennaio - Jacques Chailley, compositore e musicologo francese (n. 1910)
- 21 gennaio - Alfonso Corona Blake, regista e sceneggiatore messicano (n. 1919)
- 21 gennaio - Leslie French, attore britannico (n. 1904)
- 21 gennaio - Krishnajirao III, principe indiano (n. 1932)
- 21 gennaio - Ugo Signorini, artista e pittore italiano (n. 1935)
- 21 gennaio - Susan Strasberg, attrice e insegnante statunitense (n. 1938)
- 22 gennaio - Patricia Brooks, soprano statunitense (n. 1933)
- 22 gennaio - Piero Gadda Conti, scrittore, critico cinematografico e traduttore italiano (n. 1902)
- 22 gennaio - George Mosse, storico tedesco (n. 1918)
- 22 gennaio - Maxwell Rosenlicht, matematico statunitense (n. 1924)
- 22 gennaio - Mario Toffanin, partigiano italiano (n. 1912)
- 23 gennaio - Joe D'Amato, regista, direttore della fotografia e sceneggiatore italiano (n. 1936)
- 23 gennaio - John Osteen, pastore protestante statunitense (n. 1921)
- 23 gennaio - Jay Pritzker, imprenditore e filantropo statunitense (n. 1922)
- 23 gennaio - Aleksej Nikolaevič Sacharov, regista sovietico (n. 1934)
- 23 gennaio - Prince Lincoln Thompson, cantante, musicista e compositore giamaicano (n. 1949)
- 24 gennaio - Walter De Boni, calciatore italiano (n. 1920)
- 24 gennaio - Ettore Garofolo, attore italiano (n. 1947)
- 24 gennaio - Werner Jacobs, regista, sceneggiatore e montatore tedesco (n. 1909)
- 24 gennaio - Roger Rondeaux, ciclista su strada e ciclocrossista francese (n. 1920)
- 24 gennaio - Jóhannes av Skarði, linguista faroese (n. 1911)
- 25 gennaio - Rudi Glöckner, arbitro di calcio tedesco orientale (n. 1929)
- 25 gennaio - Henri Rochereau, politico francese (n. 1908)
- 25 gennaio - Robert Shaw, direttore di coro e direttore d'orchestra statunitense (n. 1916)
- 25 gennaio - Willi Wenzel, calciatore tedesco (n. 1930)
- 27 gennaio - Settimio Ferrazzetta, vescovo cattolico e missionario italiano (n. 1924)
- 27 gennaio - René-Antoine Gauthier, teologo, filologo e storico della filosofia francese (n. 1913)
- 27 gennaio - Heinz Goll, pittore, scultore e incisore austriaco (n. 1934)
- 27 gennaio - Giovanni Grasso, politico italiano (n. 1940)
- 27 gennaio - Gonzalo Torrente Ballester, scrittore spagnolo (n. 1910)
- 28 gennaio - Josef Doležal, marciatore cecoslovacco (n. 1920)
- 28 gennaio - Giuseppe Lamacchia, politico italiano (n. 1912)
- 28 gennaio - Roger-Jean Le Nizerhy, pistard francese (n. 1916)
- 28 gennaio - Torgny T:son Segerstedt, filosofo e sociologo svedese (n. 1908)
- 28 gennaio - František Vláčil, regista e sceneggiatore ceco (n. 1924)
- 29 gennaio - Willy Bandholz, pallamanista tedesco (n. 1912)
- 29 gennaio - Raúl Emeal, calciatore argentino (n. 1916)
- 29 gennaio - Giuseppe Ferrari, magistrato e giurista italiano (n. 1912)
- 29 gennaio - Pietro Genduso, entomologo italiano (n. 1922)
- 29 gennaio - Lili St. Cyr, modella e ballerina statunitense (n. 1918)
- 30 gennaio - Romano Garagnani, tiratore a volo italiano (n. 1937)
- 30 gennaio - Mills Godwin, politico statunitense (n. 1914)
- 30 gennaio - Huntz Hall, attore statunitense (n. 1920)
- 31 gennaio - Giant Baba, wrestler e giocatore di baseball giapponese (n. 1938)
- 31 gennaio - Louis Desgraves, bibliotecario e storico francese (n. 1921)
- 31 gennaio - Gaio Fratini, poeta e giornalista italiano (n. 1921)
- 31 gennaio - Ilmari Tapiovaara, designer finlandese (n. 1914)